# 衣柜里的冒险王
是2018年冒险喜剧片，由法國、印度及比利時合拍，肯·斯科特，丹努什主演。影片改编自罗曼·普耶多拉斯的法语原著小说《我在衣橱写作的故事》。电影于印度、比利时布鲁塞尔、法国巴黎和意大利罗马取景。影片于2018年5月30日在法国上映，6月21日在印度、美国、加拿大、新加坡、马来西亚等地上映，台湾、香港分别于6月22日和9月27日上映。

## 剧情
阿贾塔沙特鲁·“阿贾”·拉瓦什·帕特尔住在孟买的一个小社区。他是街头魔法师，经常变戏法使人们相信他有特殊的魔法。母亲英年早逝后，他拿着骨灰，带上一张100欧元假钞，来到巴黎寻找阔别已久的父亲。在当地的一所家具店，他遇到了玛丽·里维耶尔。起初阿贾想骗她，但很快便被她的魅力所吸引。之后，阿贾到世界各地展开连番的冒险。他先是躲进一个衣柜去到英国伦敦，之后会藏到路易威登的行李箱中去意大利罗马，再后来乘坐热气球登上开往利比亚的黎波里的一艘轮船，一路上还要给巴黎的出租车司机古斯塔夫·帕洛德追逐。在回伦敦的路上，他还结识了索马里的非法移民朋友维拉杰。

## 阵容
- 丹努什 饰 阿贾塔沙特鲁·“阿贾”·拉瓦什·帕特尔（Ajatashatru "Aja" Lavash Patel）
  - 海蒂·辛格（Hearty Singh）饰 年轻的阿贾
- 贝热尼丝·贝乔 饰 奈莉·马内（Nelly Marnay）
- 艾琳·莫里亚蒂 饰 玛丽·里维耶尔（Marie Rivière）
- 巴克哈德·阿卜迪 饰 维拉杰（Wiraj）
- 热拉尔·朱尼奥（英语：Gérard Jugnot） 饰 古斯塔夫·帕洛德（Gustave Palourde）
- 本·米勒 饰 史密斯警官（Officer Smith）
- 阿贝尔·贾夫里（Abel Jafri） 饰 菲克船长（Captain Fik）
- 莎拉-珍妮·拉布罗丝（英语：Sarah-Jeanne Labrosse） 饰 罗斯
- 卡伊·格雷达努斯（Kay Greidanus） 饰 彼得（Pieter）
- 阿姆鲁沙·桑特（Amrutha Sant） 饰 希琳格（Siringh），阿贾母亲
- 哈尔沙德·库马尔（Harshad Kumar） 饰 菜贩子

## 制作
影片制作于2016年1月启动，由法国伊朗裔导演瑪嘉·莎塔碧导演，丹努什、乌玛·瑟曼、亚历山德拉·达达里奥主演。然而，导演离开了项目，影片改由加拿大导演肯·斯科特执导，瑟曼的角色给了法国演员贝热尼丝·贝乔。影片于2017年5月在孟买开拍。主体摄影首阶段在印度、比利时布鲁塞尔、法国巴黎和意大利罗马取景。

## 发行
影片的澳大利亚版预告片于2018年8月6日发布，印度版预告于2019年6月3日发布。
影片于2018年5月30日在法国上映，6月21日登陆印度、美国、加拿大、英国、新加坡和马来西亚。影片的塔米尔语片名《Pakkri》。
影片在法国的票房为129万美元，海外票房115万美元，合共244万美元。然而制片成本高达2000万美元，使得影片成为票房败作。后来影片的泰米尔语配音版《Pakkiri》在泰米尔纳德邦上映，然而上映首周票房仅为1克若（约合14万美元）。

## 音乐
影片歌曲由阿米特·特里维迪作曲，安维塔·杜特（Anvita Dutt）作词，Zee Music Company版权发行。

## 评价
烂番茄评论25条，新鲜度60%，平均得分5.3/10。Metacritic平均分56/100，评论7条。《纽约时报》认为电影是一次“走马观花、异想天开的航程”。
影片获得挪威国际电影节日光奖和巴塞罗那圣乔治节国际电影节最佳喜剧片奖。